# Ocke-Schwen Bohn
Ocke-Schwen Bohn (født 14. maj 1953 i Kiel, Slesvig-Holsten, Tyskland) er professor i engelsk lingvistik ved Aarhus Universitet i Danmark. Hans speciale er fonetik og psykolingvistik, særligt andetsprogs- og tværsproglig sproglydsperception, fremmed accent og spædbørns sproglydsperception. Han har også arbejdet med truede sprogs fonetik (Föhr nordfrisisk), tværsproglig forståelighed og sprogs forbindelse til selvbiografisk hukommelse. Bohn er medlem af den redaktionelle bestyrelse for Journal of Phonetics og Poznań Studies in Contemporary Linguistics. Han organiserede også 2016-udgaven af konferencen International Symposium on the Acquisition of Second Language Speech (New Sounds).

## Biografi
Bohn fik en MA ("Staatsexamen") i engelsk og geografi fra Kiel Universitet i 1979, og en Ph.D. (”dr. phil.”) i engelsk lingvistik fra Kiel Universitet i 1984. Han gennemførte et postdoc på et NIH-stipendium (under James E. Flege) ved University of Alabama i Birmingham i 1987-1989. Siden 1996 har han været professor i engelsk lingvistik ved Aarhus Universitet i Danmark.

## Forskning
Bohn er internationalt anerkendt for sin forskning i spædbørns sproglydsperception, tværsprog sproglydsperception, vokalperception og udtale af andetsprog. Bohns samarbejde med andre forskere er udmundet i den indflydelsesrige  Speech Learning Model og dens revision, i indsigt i spædbørns, førstesprogs- og tværsproglig vokalperception (med Winifred Strange og med Diane Kewley-Port), i opdagelsen af universelle mønstre for spædbørns vokalperception (med Linda Polka) og i studiet af tværsproglig sprogperception af en række konsonanter og vokaler (med Catherine Best og med Terry Gottfried). Bohn er nok bedst kendt for sin Desensitization Hypothesis og for sit arbejde (med Linda Polka) på The Natural Referent Vowel Framework. Hans forskning i andetsprogstale har støttet antagelsen om, at evnen til at forme fonetiske kategorier forbliver intakt igennem livet.